# Coupe du Maroc de football 1981-1982
 (avril 2024).
Si vous disposez d'ouvrages ou d'articles de référence ou si vous connaissez des sites web de qualité traitant du thème abordé ici, merci de compléter l'article en donnant les références utiles à sa vérifiabilité et en les liant à la section « Notes et références ».
Navigation
Édition précédente Édition suivante
La saison 1981-1982 de la Coupe du Trône est la vingt-sixième édition de la compétition. 
Le Raja Club Athletic remporte la coupe au détriment à la Renaissance de Kénitra sur le score de 1-0 au cours d'une finale jouée dans le stade Roches Noires à Casablanca. Le Raja Club Athletic remporte ainsi cette compétition pour la troisième fois de son histoire.

## Déroulement

### Huitièmes de finale
| Équipe 1              | Équipe 2               | Résultat |
| Wydad Athletic Club   | Kénitra Athlétic Club  | 1 - 2    |
| Raja Club Athletic    | Rachad Bernoussi       | 2 - 1    |
| Maghreb de Fès        | FAR de Rabat           | 1 - 0    |
| CODM Meknès           | Renaissance de Berkane | 2 - 1    |
| Renaissance de Settat | Renaissance de Kénitra | 2 - 3    |
| Kawkab de Marrakech   | Mouloudia Club d'Oujda | 0 - 2    |
| Union de Sidi Kacem   | AS Salé                | 2 - 0    |
| Chabab Meknès         | Chabab Mohammédia      | 1 - 4    |

### Quarts de finale
| Équipe 1            | Équipe 2               | Résultat |
| CODM Meknès         | Renaissance de Kénitra | 0 - 2    |
| Raja Club Athletic  | Kénitra Athlétic Club  | 1 - 0    |
| Maghreb de Fès      | Mouloudia Club d'Oujda | 1 - 0    |
| Union de Sidi Kacem | Chabab Mohammédia      | 0 - 1    |

### Demi-finales
| Équipe 1           | Équipe 2               | Résultat |
| Maghreb de Fès     | Renaissance de Kénitra | 2 - 3    |
| Raja Club Athletic | Chabab Mohammédia      | 4 - 0    |

### Finale
La finale oppose les vainqueurs des demi-finales, le Raja Club Athletic face à la Renaissance de Kénitra, le 14 mars 1982 au Stade Mohammed-V, à Casablanca.
| Coupe du Trône : Finale 1982 | Raja Club Athletic    | 1 - 0 | Renaissance de Kénitra | Stade Mohammed-V, Casablanca |                           |
| 14 mars 1982                 | Abdellatif Beggar 61e |       |                        | Arbitrage : Hassan Chafai    | Arbitrage : Hassan Chafai |
| 14 mars 1982                 |                       |       |                        | Arbitrage : Hassan Chafai    | Arbitrage : Hassan Chafai |